# Ceratina tibialis
Ceratina tibialis är en biart som beskrevs av Morawitz 1895. Ceratina tibialis ingår i släktet märgbin, och familjen långtungebin. Inga underarter finns listade i Catalogue of Life.